# Allium marschalianum
Allium marschalianum är en amaryllisväxtart som beskrevs av Aleksei Ivanovich Vvedensky. Allium marschalianum ingår i släktet lökar, och familjen amaryllisväxter. IUCN kategoriserar arten globalt som otillräckligt studerad. Inga underarter finns listade i Catalogue of Life.